# Southwestern blot
Le southwestern blot est une technique de biologie moléculaire permettant d'analyser les protéines interagissant avec l'ADN. Cette technique de transfert de molécules dérive des méthodes de transfert d'ADN et de protéines (Southern blot et western blot respectivement en anglais).
Cette méthode fut développée par B. Bowen en 1980

## Principe

Principe des techniques de transfert de molécules

Le southwestern blot est similaire au transfert de protéines, des fragments d'ADN radioactifs remplaçant simplement la détection par anticorps :
- La séparation des protéines à analyser est réalisée par  électrophorèse sur gel de polyacrylamide en présence de SDS (conditions dénaturantes). Les protéines récupèrent leurs conformations natives par suppression du SDS en présence d'urée.
- Les protéines sont ensuite transférées sur une membrane de nitrocellulose par diffusion.
- Des sondes d'ADN (fragments d'ADN radioactifs) sont incubées avec la membrane. L'ADN va alors s'hybrider avec les protéines possédant des sites de liaison. Les sondes d'ADN peuvent être préparé à partir d'un génome complet (on analyse alors l'ensemble des protéines possédant un site de liaison à l'ADN) ou d'une séquence spécifique (on analyse alors les protéines liant spécifiquement cette séquence).
- Les protéines liés aux sondes d'ADN sont ensuite détectées par radioactivité. Il est possible de récupérer les protéines et les fragments d'ADN pour les caractériser (identification des protéines, séquence d'ADN spécifiquement lié, ...)

Il est également possible d'utiliser cette technique sans séparation par électrophorèse par dot blot.